# Cameron (Carolina del Nord)
Cameron és una població dels Estats Units a l'estat de Carolina del Nord. Segons el cens del 2000 tenia 151 habitants.

## Demografia
Segons el cens del 2000, Cameron tenia 151 habitants, 66 habitatges i 41 famílies. La densitat de població era de 55,5 habitants per km².
Dels 66 habitatges en un 25,8% hi vivien nens de menys de 18 anys, en un 40,9% hi vivien parelles casades, en un 18,2% dones solteres, i en un 36,4% no eren unitats familiars. En el 31,8% dels habitatges hi vivien persones soles el 16,7% de les quals corresponia a persones de 65 anys o més que vivien soles. El nombre mitjà de persones vivint en cada habitatge era de 2,29 i el nombre mitjà de persones que vivien en cada família era de 2,88.
Per edats la població es repartia de la següent manera: un 17,9% tenia menys de 18 anys, un 9,9% entre 18 i 24, un 30,5% entre 25 i 44, un 20,5% de 45 a 60 i un 21,2% 65 anys o més.
L'edat mediana era de 42 anys. Per cada 100 dones de 18 o més anys hi havia 82,4 homes.
La renda mediana per habitatge era de 32.500 $ i la renda mediana per família de 41.964 $. Els homes tenien una renda mediana de 32.917 $ mentre que les dones 22.500 $. La renda per capita de la població era de 15.337 $. Entorn del 17,9% de les famílies i el 21,3% de la població estaven per davall del llindar de pobresa.

## Poblacions més properes
El següent diagrama mostra les poblacions més properes.